# 方亮 (医学微生物学家)
方亮（：／ Pang Ryang，1913年10月1日—2015年6月3日），原名方观赫（：／ Pang Kwan-Hyŏk），中国医学微生物学家、社会活动家，九三学社中央常务委员、顾问，第三至第七届全国政协委员，原西安医学院（现西安交大医学部）副院长，一级教授。

## 生平
方亮1913年10月1日出生于日占朝鲜平安道江西郡。1931年，他在兄嫂所在的汉城完成中学和高中的学业后，进入世福兰斯医学院（现延世大学医学院）学习，1935年毕业，后在世福兰斯医院内科实习。在世福兰斯学习期间，他投身抗日救国运动，1935年12月被捕入狱。

### 医学工作经历

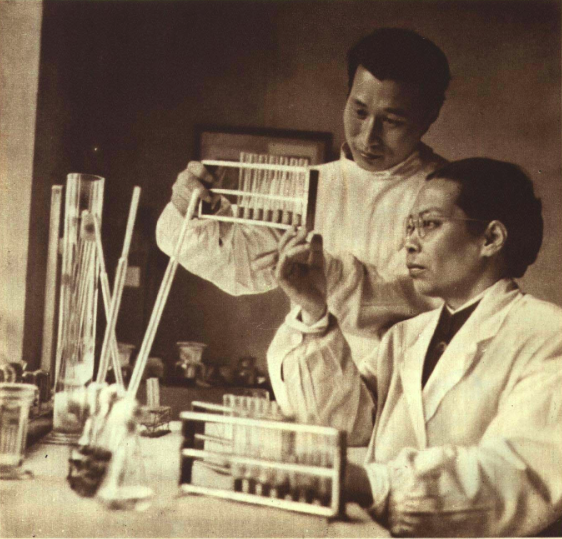
1952年，北大医学院细菌学副教授方亮（左）和卫生部妇幼卫生局副局长朱琏

1936年6月，方亮被从日本监狱释放后去往北京，在北京协和医学院内科实习，次年成为协和医学院细菌免疫系助教和研究员。1943年，方亮开始在北京大学医学院微生物教研组及医院检验科任讲师，1946年晋升为副教授，1953年晋升为教授。1958年3月，他被中央卫生部调往西安医学院（现西安交大医学部）担任教务长和微生物教研组主任。1963年，他开始担任西安医学院副院长兼教务长。文化大革命时期，方亮遭到迫害，文革结束后于1979年被恢复职务。1996年，方亮离休后回北京定居，并继续在北京医科大学、协和医科大学和清华大学从事科研工作直至90岁。

### 政治工作经历
方亮1943年7月开始参加中国共产党地下组织的抗日活动，1945年曾帮助八路军采购药品和医疗器械，协助解放区干部活动。1946年，他与彭瑞骢、王光超等人在北京西郊什邡院建立保健院，并任院长。在给农民免费看病送药的同时，他联系联合国善后救济总署为农民分发物资，并宣传共产主义思想。1946年，方亮加入九三学社，次年加入中国共产党。1949年当选中华全国青年联合会常务理事兼技术青年部副部长，1950年当选九三学社第一、二届中央理事会理事兼副秘书长，后曾担任组织部常务副部长。朝鲜战争期间，他曾担任抗美援朝反细菌战检验队副队长，并获中朝两国勋章。1956年，方亮开始担任九三学社首中央常委，1959年开始担任中国人民政治协商会议第三届至七届全国委员会委员，1993年开始担任九三学社参议委员会副主任和中央顾问。

### 逝世
2015年6月3日，方亮在北京逝世，享年102岁。6月7日，北京八宝山革命公墓举行了他的遗体告别仪式。九三学社中央常务副主席邵鸿、九三学社中央副主席马大龙、九三学社北京市委专职副主委方炎、秘书长刘永泰、西安交通大学和北京大学医学部的有关领导，以及中央统战部一局副局长易玉娟等出席了告别仪式。

## 学术贡献
方亮多次主持大型国家和省部级的微生物及免疫学科研课题。上世纪70年代，他在克山病的研究期间，成功从甲型链球菌中分离出免疫增强剂多抗甲素（甘露聚糖肽），获得国家发明奖。同时他还通过麻疹病毒与甲型链球菌的共生培养证实病毒与细菌可以共生。